# Seahorse (Antarktika)
Seahorse (englisch für Seepferdchen) ist ein 1008 m hoher Vulkan an der Scott-Küste des ostantarktischen Viktorialands. Er ragt 2,8 km östlich des Lake Porkchop auf.
Eine Mannschaft des New Zealand Geological Survey beschrieb ihn als östlichsten Vulkan auf der Südseite des Roaring Valley. Das New Zealand Geographic Board benannte ihn 1994. Namensgebend sind Vorsprünge aus schwarzem Lavagestein mit weißem Granit, die den Berg aus südlicher Blickrichtung an den Kopf eines Seepferdchens erinnern lassen.